# Rhuddlan
Pour les articles homonymes, voir Rhuddlan (homonymie).
Rhuddlan est une ville du Denbighshire, au pays de Galles. Elle est située dans le nord de la région, sur les berges de la Clwyd, à quelques kilomètres au sud de la ville côtière de Rhyl. Au recensement de 2011, elle comptait 3 709 habitants.

## Étymologie
Le toponyme Rhuddlan se compose de deux éléments gallois : rhudd « rouge » et glan « côte, rive, berge ». Il est attesté sous la forme Roelend dans le Domesday Book, compilé en 1086.

## Histoire
Au XIe siècle, Rhuddlan devient la capitale de Gruffydd ap Llywelyn, qui règne sur tout le pays de Galles de 1055 à 1063. Deux siècles plus tard, en 1284, c'est dans cette ville qu'est promulgué le statut de Rhuddlan, par lequel le roi anglais Édouard Ier réorganise le pays de Galles après l'avoir conquis. Édouard fonde également le château de Rhuddlan en 1277 pour mieux contrôler la région.